# Стівен Ворбойс
Стівен Ворбойс (англ. Stephen Warboys; нар. 25 жовтня 1953) — колишній британський тенісист.
Найвищу одиночну позицію світового рейтингу — 73 місце досяг 23 серпня 1973 року.
Найвищим досягненням на турнірах Великого шолома було 3 коло в парному та змішаному парному розрядах.
Завершив кар'єру 1976 року.

## Юніорські фінали турнірів Великого шолома

### Одиночний розряд: 1
| Результат | Рік  | Турнір               | Покриття | Суперник      | Рахунок       |
| --------- | ---- | -------------------- | -------- | ------------- | ------------- |
| Поразка   | 1971 | Вімблдонський турнір | Трава    | Роберт Крейсс | 6–2, 4–6, 3–6 |